# Robinho
Robson de Souza, eller Robinho (født 25. januar 1984, São Vicente i Brasilien) er en brasiliansk fodboldspiller, som spiller for den tyrkiske klub Basaksehir. Tidligere har han spillet for blandt andet spanske Real Madrid, engelske Manchester City og italienske AC Milan.
Robinho har gennem karrieren spillet hele 100 kampe for Brasiliens landshold og var med ved både VM i 2006 i Tyskland og VM i 2010 i Sydafrika.
I 2017 blev Robinho idømt ni års fængsel for at have deltaget i en gruppevoldtægt fire år tidligere i Italien. Han har anket sagen. Men den ændrede ikke ved dommen.